# Luigi Baldacci (geologo)
Luigi Baldacci (Firenze, 11 dicembre 1850 – Firenze, 3 maggio 1927) è stato un ingegnere e geologo italiano.

## Biografia
Laureatosi in ingegneria all'Università di Torino nel 1871, una volta assunto nell'Ufficio geologico andò a perfezionarsi a Parigi e a Londra. Dal 1876 ebbe l'incarico di effettuare i rilievi geologici in Sicilia, sotto la supervisione di Gaetano Giorgio Gemmellaro, i cui esiti formarono il tema di una specifica relazione, che Baldacci presentò a Bologna, nel 1881, durante lo svolgimento del secondo Congresso internazionale di geologia. In quella sede, peraltro, partecipò alla fondazione della Società Geologica Italiana, di cui sarebbe stato nominato presidente nel 1910.
Direttore dell'Ufficio geologico, ispettore del Corpo delle miniere, Baldacci si è occupato dello studio geologico dell'Isola d'Ischia, di cui eseguì, nel biennio 1884-1885, il relativo plastico, come di quello del Montenegro; studiò anche le miniere di zolfo del Caucaso e quelle della Tunisia.
Nel 1890 fu inviato in Eritrea, per verificarne le risorse minerarie, in particolare aurifere, e per installarvi degli osservatori meteorologici. Nel 1902 si è occupato con Augusto Stella delle condizioni geognostiche del territorio di Salò, mentre nel 1905, recatosi negli Stati Uniti, ha approfondito le condizioni minerarie della Louisiana. Nel 1906, con Nicola Pellati (il suo predecessore come direttore del Regio Ufficio geologico) e Domenico Zaccagna compì numerosi sopralluoghi nelle Alpi liguri, in particolare per seguire l'avanzamento della carta geologica di quella zona.
Morì, nella città natale, a causa di un incidente tranviario. È sepolto nel Cimitero Monumentale della Misericordia dell'Antella, Comune di Bagno a Ripoli, provincia di Firenze.

## Opere (parziale)
- Descrizione geologica dell'isola di Sicilia, Tip. Nazionale, Roma 1886.
- Osservazioni fatte nella colonia eritrea, Tip. Nazionale, Roma 1891.
- Il Sele, scritto con G. Torricelli, Direzione generale dell'Agricoltura, Tip. Nazionale, Roma 1896.
- Il giacimento solfifero della Louisiana (Stati Uniti d'America), Tip. Bertero e C., Roma 1906.
- Studio sui giacimenti minerari nella colonia eritrea,  Tip. della Camera dei deputati, Roma 1910.
- La carta geologica d'Italia, Tip. della R. Accademia dei Lincei, Roma 1911.